# علاج بالدم الذاتي
العلاج بالدم الذاتي هو «إعادة الحقن الـعضلي أو تحت الجلد وبصورةٍ مباشرة للدم الذاتي الذي تم سحبه حديثًا».
ولا يتضمن العلاج بالدم الذاتي في أبسط وأنقى أشكاله أي معالجة أو تبريد أو الاستعانة بأجهزة خاصة، عدا حقنة وإبرة معقمة وعاصبة (سدَّاد أوردة).
ويجب عدم الخلط بين الممارسة الأساسية والمباشرة كما هي مذكورة، وأية أشكال أخرى مختلفة قد تشمل الأكسجة أو المعالجة بالأوزون أو الأشعة فوق البنفسجية أو أي نوعٍ من المعالجة الوسيطة.